# Someday My Prince Will Come (album)
Someday My Prince Will Come – album Milesa Davisa wydany w roku 1961.

## Utwory
| 1. | Someday My Prince Will Come | 9:04  |
|    |                             |       |
| 2. | Old Folks                   | 5:14  |
|    |                             |       |
| 3. | Pfrancing                   | 8:31  |
|    |                             |       |
| 4. | Drad-Dog                    | 4:29  |
|    |                             |       |
| 5. | Teo                         | 9:34  |
|    |                             |       |
| 6. | I Thought About You         | 4:53  |
|    |                             |       |
|    |                             | 41:45 |
|    |                             |       |

## Wykonawcy
- Miles Davis – trąbka
- Hank Mobley – saksofon tenorowy (ścieżki 1,2,3,4,6)
- John Coltrane – saksofon tenorowy (ścieżki 1,5)
- Wynton Kelly – fortepian
- Paul Chambers – kontrabas
- Philly Joe Jones – perkusja (ścieżka 2)
- Jimmy Cobb – perkusja (ścieżki 1,3,4,5,6)